# Акапски залив
Акапски залив (арап. Bahr al-'Aqaba), повремено називан и залив Елат, је сјевероисточни залив Црвеног мора и одваја Арабију од Синајског полуострва.
На залив излазе Египат, Израел, Јордан (по чијем граду Акаба је залив добио име) као и Саудијска Арабија.
Залив је врло издужен. У копно се пружа око 160 km, а на најширем мјесту има само 29 km.
Воде залива су погодне за ронилачки спорт.